# Coupe de la CAF 2001
Navigation
Édition précédente Édition suivante
La Coupe de la CAF 2001 est la dixième édition de la Coupe de la CAF. 
Elle voit à nouveau le sacre du tenant du titre, le club de la JS Kabylie d'Algérie qui bat les Tunisiens d'Étoile du Sahel en finale, lors de cette dixième édition de la Coupe de la CAF, qui est disputée par les vice-champions des nations membres de la CAF. Toutes les rencontres sont disputées en matchs aller et retour. C'est le deuxième des trois succès consécutifs du club algérien en Coupe de la CAF.
Cette édition est marquée par le faible nombre d'équipes engagées puisque seuls 22 clubs s'inscrivent à la compétition. De ce fait, cinq équipes (dont le tenant du titre, la JS Kabylie) entrent en lice directement en huitièmes de finale.

## Premier tour
| Équipe 1            | Résultat | Équipe 2                    | Aller | Retour |
| ------------------- | -------- | --------------------------- | ----- | ------ |
| Manchester Congo    | 2 - 4    | AS Aviação                  | 1 - 0 | 1 - 4  |
| Al Mahalah Tripoli  | 2 - 3    | ASEC Ndiambour              | 2 - 1 | 0 - 2  |
| MO Constantine      | 3 - 1    | Al Merreikh Port Soudan     | 1 - 1 | 2 - 0  |
| Katsina United      | -        | Simba FC forfait            | -     | -      |
| Ajax Cape Town      | 3 - 1    | Kampala City Council        | 2 - 0 | 1 - 1  |
| SM Sanga Balende    | -        | Deportivo Mongomo forfait   | -     | -      |
| FC Jirama Antsirabe | 2 - 6    | Clube Ferroviario de Maputo | 0 - 3 | 2 - 3  |
| Zanaco FC           | 1 - 1e   | Green Mambas                | 1 - 1 | 0 - 0  |
| Mtibwa Sugar        | 2 - 2e   | Mebrat Hail                 | 2 - 1 | 0 - 1  |
| Oserian Fastac      | 5 - 2    | Arabica Kirunda             | 2 - 1 | 3 - 1  |
| FC 105 Libreville   | 3 - 4    | Cotonsport Garoua           | 3 - 2 | 0 - 2  |

## Huitièmes de finale
| Équipe 1                    | Résultat      | Équipe 2         | Aller | Retour |
| --------------------------- | ------------- | ---------------- | ----- | ------ |
| Ashanti Gold SC             | 3 - 2         | AS Aviação       | 1 - 0 | 2 - 2  |
| Wydad AC                    | 3 - 1         | ASEC Ndiambour   | 1 - 1 | 2 - 0  |
| MO Constantine              | 1 - 1 4-5 tab | Africa Sports    | 1 - 0 | 0 - 1  |
| forfait Katsina United      | 2 - 2         | Ajax Cape Town   | 2 - 2 | -      |
| Cotonsport Garoua           | 4 - 2         | SM Sanga Balende | 2 - 0 | 2 - 2  |
| Clube Ferroviario de Maputo | 4 - 0         | Green Mambas     | 2 - 0 | 2 - 0  |
| JS Kabylie (T)              | 2 - 1         | Mebrat Hail      | 2 - 0 | 0 - 1  |
| ES Sahel                    | 4e - 4        | Oserian Fastac   | 2 - 0 | 2 - 4  |

## Quarts de finale
| Équipe 1                    | Résultat | Équipe 2          | Aller | Retour |
| --------------------------- | -------- | ----------------- | ----- | ------ |
| ES Sahel                    | 3 - 0    | Ajax Cape Town    | 2 - 0 | 1 - 0  |
| Clube Ferroviario de Maputo | 2 - 3    | Cotonsport Garoua | 2 - 2 | 0 - 1  |
| JS Kabylie (T)              | 3 - 0    | Wydad AC          | 2 - 0 | 1 - 0  |
| Africa Sports               | 2 - 0    | Ashanti Gold SC   | 2 - 0 | 0 - 0  |

## Demi-finales
| Équipe 1      | Résultat | Équipe 2          | Aller | Retour |
| ------------- | -------- | ----------------- | ----- | ------ |
| Africa Sports | 3 - 3e   | JS Kabylie (T)    | 3 - 1 | 0 - 2  |
| ES Sahel      | 3 - 2    | Cotonsport Garoua | 3 - 1 | 0 - 1  |

## Finale
| Équipe 1 | Résultat | Équipe 2       | Aller | Retour |
| -------- | -------- | -------------- | ----- | ------ |
| ES Sahel | 2 - 2e   | JS Kabylie (T) | 2 - 1 | 0 - 1  |

## Vainqueur
| Coupe de la CAF Vainqueur 2001 |
| ------------------------------ |
| JS Kabylie Deuxième titre      |